# 美蓓亞P9手槍
美蓓亞P9（Minebea P9）是日本美蓓亞集團研制及生產的半自动手枪，為SIG P220手槍在日本的授權生產版本。

## 歷史
1979年，自衛隊意圖尋求新的手槍取代老舊的11.4mm手槍，以及9.65mm手槍。
經過挑選後，瑞士的SIG P220手槍於1980年勝出了其他手槍，並獲得授權生產，命名為美蓓亞P9，在1982年開始配發部隊使用。

## 設計
美蓓亞P9發射9×19毫米帕拉貝倫子彈，標凖彈匣容量為9發。
其文字商標為“9毫米手槍”，在序列號被刻在滑套上，這也被稱為自衛隊的武器商標。
- W和櫻花的標誌：陸上自衛隊使用
- 錨和櫻花標誌：海上自衛隊使用
- 翼和櫻花標誌：航空自衛隊使用

## 採用
美蓓亞P9的使用者：
- 陸上自衛隊
  - 駕駛員
  - 特科官兵(砲兵)
  - 快速反應部隊
  - 後勤人員

- 海上自衛隊
  - 現場檢查組
  - 驅逐艦上的人員

- 空中自衛隊
  - 防空隊
  - 基地警備隊

- 自衛官(軍官幹部)
- 警務科官兵(憲兵)

但由於日本法令的限制，美蓓亞P9從未輸出到其他國家，僅有日本的自衛隊使用。
針對美蓓亞P9的特性，不同的軍官會接受不同程度的訓練，例如指揮官就要射擊30發作練習，其他的官兵就只需射擊12發。

## 後繼
2019年（令和元年）12月6日，由防衛省選出陸上自衛隊後繼槍枝計畫，取代不符合現今的戰場的89式步槍及美蓓亞P9，由格洛克17、貝瑞塔APX及HK VP9三種半自動手槍擇一挑選，最後由HK VP9半自動手槍的改進型SFP9 M勝出，並於2020年5月18日一同與豐和20式突擊步槍在自衛隊的選定記者會上公開亮相，並命名為「9mm拳銃SFP9」。

## 使用國
- 日本